# 쿠웨이트 축구 국가대표팀
쿠웨이트 축구 국가대표팀(아랍어: منتخب الكويت لكرة القدم)은 쿠웨이트를 대표하는 축구 국가대표팀으로 쿠웨이트 축구 협회에 의해 관리·운영되고 있으며 한 때 1970년대부터 2000년대 초까지는 최강팀으로 손꼽혔으나 현재는 아시아에서 약체로 평가되고 있는 팀이다. 1961년 9월 3일 리비아와의 국제 A매치 데뷔전에서 2-2로 비겼으며 홈 구장으로는 자베르 알 아흐마드 국립 경기장을 사용하고 있다.

## 국제 대회 경력

### FIFA 월드컵
초창기
월드컵 본선 출전은 1982년 대회가 유일하며 이 대회 4조 조별리그에서 체코와 비겼을 뿐 프랑스와 잉글랜드에게는 모두 패하며 1무 2패·조 최하위로 조별리그에서 탈락했고 이후의 월드컵 본선 기록은 전무하다.
2000년대 이후
2000년대 이후에는 2006년과 2026년 월드컵 아시아 예선에서 최종 예선까지 진출하며 월드컵 본선에 가장 근접한 성적을 남겼으나 2번의 대회 최종 예선에서 모두 조 최하위로 마감하는 아쉬운 성적을 남겼다.

### AFC 아시안컵
초창기
아시안컵 본선에는 11번 출전하여 이 중 자국에서 열린 1980년 대회에서 우승을 차지했고 1976년 대회에서는 준우승을 차지했으며 1984년과 1996년 대회에서는 4강에 이름을 올렸다.
2000년대 이후
2000년대 이후 2000년 대회 8강을 제외한 나머지 대회에서는 조별리그에서 탈락하거나 예선 도중 실격 처리되는 등 이렇다할 성과가 없다가 2026년 FIFA 월드컵 아시아 지역 최종 예선에 진출하면서 2015년 이후 12년만에 아시안컵 통산 11번째 본선 진출에 성공했다.

### 아시안 게임
성인대표팀 시절에는 7번 참가하여 은메달 2개(1982년, 1998년), 동메달 2개(1986년, 1994년)를 획득했고 U-23 대표팀으로는 4번 출전하여 2002년 대회에서는 8강, 2010년 대회에서는 16강에 이름을 올렸다.

### 하계 올림픽
성인대표팀 시절에는 1980년 대회에 유일하게 출전하여 이 대회에서 8강에 진출했고 U-23 대표팀으로는 2번 출전했지만 모두 조별리그 탈락의 고배를 마셨다. 물론 2000년 대회에서 체코에게 3 – 2로 승리를 거두며 20년만에 1승을 추가했지만 이후 현재까지 올림픽 본선 기록은 없다.

### FIFA 아랍컵
FIFA 아랍컵에는 8번 참가하여 이 중 3번의 대회(1964, 1992, 1998)에서 3위의 성적을 거두었지만 이후의 대회에서는 조별리그에서 탈락하거나 예선에서 탈락하는 등 이렇다할 성과를 거두지 못하고 있다.

## 기타 국제 대회 경력
아라비안 걸프컵에는 22번 출전하여 이 중 10번의 대회에서 우승컵을 가져가면서 이 대회 최다 우승 기록을 보유 중이며 1979년 대회에서는 준우승을 차지했다. 그리고 WAFF 챔피언십에는 4번 출전하여 2010년 대회에서 정상에 올랐고 아랍 게임에는 4번 출전하여 2개의 동메달을 획득했으며 SAFF 챔피언십에는 2023년 대회에 초청팀으로 참가하여 이 대회에서 준우승을 차지했다.

## 국제대회 기록

### FIFA 월드컵
| FIFA 월드컵 본선 기록 | FIFA 월드컵 본선 기록        | FIFA 월드컵 본선 기록        | FIFA 월드컵 본선 기록        | FIFA 월드컵 본선 기록        | FIFA 월드컵 본선 기록        | FIFA 월드컵 본선 기록        | FIFA 월드컵 본선 기록        | FIFA 월드컵 본선 기록        | FIFA 월드컵 본선 기록        | FIFA 월드컵 예선 기록                      | FIFA 월드컵 예선 기록                      | FIFA 월드컵 예선 기록                      | FIFA 월드컵 예선 기록                      | FIFA 월드컵 예선 기록                      | FIFA 월드컵 예선 기록                      | FIFA 월드컵 예선 기록                      |
| 년도                  | 결과                         | 순위                         | 경기                         | 승                           | 무*                          | 패                           | 득점                         | 실점                         | 승점                         | 경기                                       | 승                                         | 무*                                        | 패                                         | 득점                                       | 실점                                       | 승점                                       |
| --------------------- | ---------------------------- | ---------------------------- | ---------------------------- | ---------------------------- | ---------------------------- | ---------------------------- | ---------------------------- | ---------------------------- | ---------------------------- | ------------------------------------------ | ------------------------------------------ | ------------------------------------------ | ------------------------------------------ | ------------------------------------------ | ------------------------------------------ | ------------------------------------------ |
| 1930년                | 독립 이전                    | 독립 이전                    | 독립 이전                    | 독립 이전                    | 독립 이전                    | 독립 이전                    | 독립 이전                    | 독립 이전                    | 독립 이전                    | 독립 이전                                  | 독립 이전                                  | 독립 이전                                  | 독립 이전                                  | 독립 이전                                  | 독립 이전                                  | 독립 이전                                  |
| 1934년                | 독립 이전                    | 독립 이전                    | 독립 이전                    | 독립 이전                    | 독립 이전                    | 독립 이전                    | 독립 이전                    | 독립 이전                    | 독립 이전                    | 독립 이전                                  | 독립 이전                                  | 독립 이전                                  | 독립 이전                                  | 독립 이전                                  | 독립 이전                                  | 독립 이전                                  |
| 1938년                | 독립 이전                    | 독립 이전                    | 독립 이전                    | 독립 이전                    | 독립 이전                    | 독립 이전                    | 독립 이전                    | 독립 이전                    | 독립 이전                    | 독립 이전                                  | 독립 이전                                  | 독립 이전                                  | 독립 이전                                  | 독립 이전                                  | 독립 이전                                  | 독립 이전                                  |
| 1950년                | 독립 이전                    | 독립 이전                    | 독립 이전                    | 독립 이전                    | 독립 이전                    | 독립 이전                    | 독립 이전                    | 독립 이전                    | 독립 이전                    | 독립 이전                                  | 독립 이전                                  | 독립 이전                                  | 독립 이전                                  | 독립 이전                                  | 독립 이전                                  | 독립 이전                                  |
| 1954년                | 독립 이전                    | 독립 이전                    | 독립 이전                    | 독립 이전                    | 독립 이전                    | 독립 이전                    | 독립 이전                    | 독립 이전                    | 독립 이전                    | 독립 이전                                  | 독립 이전                                  | 독립 이전                                  | 독립 이전                                  | 독립 이전                                  | 독립 이전                                  | 독립 이전                                  |
| 1958년                | 독립 이전                    | 독립 이전                    | 독립 이전                    | 독립 이전                    | 독립 이전                    | 독립 이전                    | 독립 이전                    | 독립 이전                    | 독립 이전                    | 독립 이전                                  | 독립 이전                                  | 독립 이전                                  | 독립 이전                                  | 독립 이전                                  | 독립 이전                                  | 독립 이전                                  |
| 1962년                | 독립 이전                    | 독립 이전                    | 독립 이전                    | 독립 이전                    | 독립 이전                    | 독립 이전                    | 독립 이전                    | 독립 이전                    | 독립 이전                    | 독립 이전                                  | 독립 이전                                  | 독립 이전                                  | 독립 이전                                  | 독립 이전                                  | 독립 이전                                  | 독립 이전                                  |
| 1966년                | 불참                         | 불참                         | 불참                         | 불참                         | 불참                         | 불참                         | 불참                         | 불참                         | 불참                         | 불참                                       | 불참                                       | 불참                                       | 불참                                       | 불참                                       | 불참                                       | 불참                                       |
| 1970년                | 불참                         | 불참                         | 불참                         | 불참                         | 불참                         | 불참                         | 불참                         | 불참                         | 불참                         | 불참                                       | 불참                                       | 불참                                       | 불참                                       | 불참                                       | 불참                                       | 불참                                       |
| 1974년                | 예선 탈락                    | 예선 탈락                    | 예선 탈락                    | 예선 탈락                    | 예선 탈락                    | 예선 탈락                    | 예선 탈락                    | 예선 탈락                    | 예선 탈락                    | 6                                          | 1                                          | 1                                          | 4                                          | 4                                          | 8                                          | 4                                          |
| 1978년                | 예선 탈락                    | 예선 탈락                    | 예선 탈락                    | 예선 탈락                    | 예선 탈락                    | 예선 탈락                    | 예선 탈락                    | 예선 탈락                    | 예선 탈락                    | 12                                         | 8                                          | 1                                          | 3                                          | 23                                         | 10                                         | 25                                         |
| 1982년                | 조별리그                     | 21위                         | 3                            | 0                            | 1                            | 2                            | 2                            | 6                            | 1                            | 9                                          | 7                                          | 1                                          | 1                                          | 20                                         | 6                                          | 22                                         |
| 1986년                | 예선 탈락                    | 예선 탈락                    | 예선 탈락                    | 예선 탈락                    | 예선 탈락                    | 예선 탈락                    | 예선 탈락                    | 예선 탈락                    | 예선 탈락                    | 4                                          | 2                                          | 1                                          | 1                                          | 8                                          | 2                                          | 7                                          |
| 1990년                | 예선 탈락                    | 예선 탈락                    | 예선 탈락                    | 예선 탈락                    | 예선 탈락                    | 예선 탈락                    | 예선 탈락                    | 예선 탈락                    | 예선 탈락                    | 4                                          | 3                                          | 0                                          | 1                                          | 6                                          | 3                                          | 9                                          |
| 1994년                | 예선 탈락                    | 예선 탈락                    | 예선 탈락                    | 예선 탈락                    | 예선 탈락                    | 예선 탈락                    | 예선 탈락                    | 예선 탈락                    | 예선 탈락                    | 6                                          | 3                                          | 2                                          | 1                                          | 21                                         | 4                                          | 11                                         |
| 1998년                | 예선 탈락                    | 예선 탈락                    | 예선 탈락                    | 예선 탈락                    | 예선 탈락                    | 예선 탈락                    | 예선 탈락                    | 예선 탈락                    | 예선 탈락                    | 12                                         | 6                                          | 2                                          | 4                                          | 17                                         | 9                                          | 20                                         |
| 2002년                | 예선 탈락                    | 예선 탈락                    | 예선 탈락                    | 예선 탈락                    | 예선 탈락                    | 예선 탈락                    | 예선 탈락                    | 예선 탈락                    | 예선 탈락                    | 6                                          | 4                                          | 1                                          | 1                                          | 9                                          | 3                                          | 13                                         |
| 2006년                | 예선 탈락                    | 예선 탈락                    | 예선 탈락                    | 예선 탈락                    | 예선 탈락                    | 예선 탈락                    | 예선 탈락                    | 예선 탈락                    | 예선 탈락                    | 12                                         | 6                                          | 1                                          | 5                                          | 19                                         | 15                                         | 19                                         |
| 2010년                | 예선 탈락                    | 예선 탈락                    | 예선 탈락                    | 예선 탈락                    | 예선 탈락                    | 예선 탈락                    | 예선 탈락                    | 예선 탈락                    | 예선 탈락                    | 6                                          | 1                                          | 1                                          | 4                                          | 8                                          | 12                                         | 4                                          |
| 2014년                | 예선 탈락                    | 예선 탈락                    | 예선 탈락                    | 예선 탈락                    | 예선 탈락                    | 예선 탈락                    | 예선 탈락                    | 예선 탈락                    | 예선 탈락                    | 8                                          | 4                                          | 2                                          | 2                                          | 13                                         | 10                                         | 14                                         |
| 2018년                | 예선 도중 실격               | 예선 도중 실격               | 예선 도중 실격               | 예선 도중 실격               | 예선 도중 실격               | 예선 도중 실격               | 예선 도중 실격               | 예선 도중 실격               | 예선 도중 실격               | 8                                          | 3                                          | 1                                          | 4                                          | 12                                         | 10                                         | 10                                         |
| 2022년                | 예선 탈락                    | 예선 탈락                    | 예선 탈락                    | 예선 탈락                    | 예선 탈락                    | 예선 탈락                    | 예선 탈락                    | 예선 탈락                    | 예선 탈락                    | 8                                          | 4                                          | 2                                          | 2                                          | 19                                         | 7                                          | 14                                         |
| 합계                  | 1회 진출(1/14)               | 조별리그(1회)                | 3                            | 0                            | 1                            | 2                            | 2                            | 6                            | 1                            | 93                                         | 48                                         | 14                                         | 31                                         | 160                                        | 92                                         | 158                                        |
| 순위                  | FIFA 월드컵 역대 순위 : 67위 | FIFA 월드컵 역대 순위 : 67위 | FIFA 월드컵 역대 순위 : 67위 | FIFA 월드컵 역대 순위 : 67위 | FIFA 월드컵 역대 순위 : 67위 | FIFA 월드컵 역대 순위 : 67위 | FIFA 월드컵 역대 순위 : 67위 | FIFA 월드컵 역대 순위 : 67위 | FIFA 월드컵 역대 순위 : 67위 | 월드컵 예선 승점 순위 : 57위 (아시아 10위) | 월드컵 예선 승점 순위 : 57위 (아시아 10위) | 월드컵 예선 승점 순위 : 57위 (아시아 10위) | 월드컵 예선 승점 순위 : 57위 (아시아 10위) | 월드컵 예선 승점 순위 : 57위 (아시아 10위) | 월드컵 예선 승점 순위 : 57위 (아시아 10위) | 월드컵 예선 승점 순위 : 57위 (아시아 10위) |

### 하계 올림픽
| 올림픽 축구 기록 | 올림픽 축구 기록 | 올림픽 축구 기록 | 올림픽 축구 기록 | 올림픽 축구 기록 | 올림픽 축구 기록 | 올림픽 축구 기록 | 올림픽 축구 기록 | 올림픽 축구 기록 | 올림픽 축구 기록 |
| 년도             | 결과             | 순위             | 경기             | 승               | 무*              | 패               | 득점             | 실점             | 승점             |
| ---------------- | ---------------- | ---------------- | ---------------- | ---------------- | ---------------- | ---------------- | ---------------- | ---------------- | ---------------- |
| 1900년           | 독립 이전        | 독립 이전        | 독립 이전        | 독립 이전        | 독립 이전        | 독립 이전        | 독립 이전        | 독립 이전        | 독립 이전        |
| 1904년           | 독립 이전        | 독립 이전        | 독립 이전        | 독립 이전        | 독립 이전        | 독립 이전        | 독립 이전        | 독립 이전        | 독립 이전        |
| 1908년           | 독립 이전        | 독립 이전        | 독립 이전        | 독립 이전        | 독립 이전        | 독립 이전        | 독립 이전        | 독립 이전        | 독립 이전        |
| 1912년           | 독립 이전        | 독립 이전        | 독립 이전        | 독립 이전        | 독립 이전        | 독립 이전        | 독립 이전        | 독립 이전        | 독립 이전        |
| 1920년           | 독립 이전        | 독립 이전        | 독립 이전        | 독립 이전        | 독립 이전        | 독립 이전        | 독립 이전        | 독립 이전        | 독립 이전        |
| 1924년           | 독립 이전        | 독립 이전        | 독립 이전        | 독립 이전        | 독립 이전        | 독립 이전        | 독립 이전        | 독립 이전        | 독립 이전        |
| 1928년           | 독립 이전        | 독립 이전        | 독립 이전        | 독립 이전        | 독립 이전        | 독립 이전        | 독립 이전        | 독립 이전        | 독립 이전        |
| 1936년           | 독립 이전        | 독립 이전        | 독립 이전        | 독립 이전        | 독립 이전        | 독립 이전        | 독립 이전        | 독립 이전        | 독립 이전        |
| 1948년           | 독립 이전        | 독립 이전        | 독립 이전        | 독립 이전        | 독립 이전        | 독립 이전        | 독립 이전        | 독립 이전        | 독립 이전        |
| 1952년           | 독립 이전        | 독립 이전        | 독립 이전        | 독립 이전        | 독립 이전        | 독립 이전        | 독립 이전        | 독립 이전        | 독립 이전        |
| 1956년           | 독립 이전        | 독립 이전        | 독립 이전        | 독립 이전        | 독립 이전        | 독립 이전        | 독립 이전        | 독립 이전        | 독립 이전        |
| 1960년           | 독립 이전        | 독립 이전        | 독립 이전        | 독립 이전        | 독립 이전        | 독립 이전        | 독립 이전        | 독립 이전        | 독립 이전        |
| 1964년           | 불참             | 불참             | 불참             | 불참             | 불참             | 불참             | 불참             | 불참             | 불참             |
| 1968년           | 불참             | 불참             | 불참             | 불참             | 불참             | 불참             | 불참             | 불참             | 불참             |
| 1972년           | 진출 실패        | 진출 실패        | 진출 실패        | 진출 실패        | 진출 실패        | 진출 실패        | 진출 실패        | 진출 실패        | 진출 실패        |
| 1976년           | 진출 실패        | 진출 실패        | 진출 실패        | 진출 실패        | 진출 실패        | 진출 실패        | 진출 실패        | 진출 실패        | 진출 실패        |
| 1980년           | 8강              | 5위              | 4                | 1                | 2                | 1                | 5                | 4                | 5                |
| 1984년           | 진출 실패        | 진출 실패        | 진출 실패        | 진출 실패        | 진출 실패        | 진출 실패        | 진출 실패        | 진출 실패        | 진출 실패        |
| 1988년           | 진출 실패        | 진출 실패        | 진출 실패        | 진출 실패        | 진출 실패        | 진출 실패        | 진출 실패        | 진출 실패        | 진출 실패        |
| 합계             | 1회 진출(1/7)    | 8강(1회)         | 4                | 1                | 2                | 1                | 5                | 4                | 5                |

## 지역대회 기록

### AFC 아시안컵
| AFC 아시안컵 본선 기록 | AFC 아시안컵 본선 기록       | AFC 아시안컵 본선 기록       | AFC 아시안컵 본선 기록       | AFC 아시안컵 본선 기록       | AFC 아시안컵 본선 기록       | AFC 아시안컵 본선 기록       | AFC 아시안컵 본선 기록       | AFC 아시안컵 본선 기록       | AFC 아시안컵 본선 기록       | AFC 아시안컵 예선 기록   | AFC 아시안컵 예선 기록   | AFC 아시안컵 예선 기록   | AFC 아시안컵 예선 기록   | AFC 아시안컵 예선 기록   | AFC 아시안컵 예선 기록   | AFC 아시안컵 예선 기록   |
| 년도                   | 결과                         | 순위                         | 경기                         | 승                           | 무*                          | 패                           | 득점                         | 실점                         | 승점                         | 경기                     | 승                       | 무*                      | 패                       | 득점                     | 실점                     | 승점                     |
| ---------------------- | ---------------------------- | ---------------------------- | ---------------------------- | ---------------------------- | ---------------------------- | ---------------------------- | ---------------------------- | ---------------------------- | ---------------------------- | ------------------------ | ------------------------ | ------------------------ | ------------------------ | ------------------------ | ------------------------ | ------------------------ |
| 1956년                 | 독립 이전                    | 독립 이전                    | 독립 이전                    | 독립 이전                    | 독립 이전                    | 독립 이전                    | 독립 이전                    | 독립 이전                    | 독립 이전                    | 독립 이전                | 독립 이전                | 독립 이전                | 독립 이전                | 독립 이전                | 독립 이전                | 독립 이전                |
| 1960년                 | 독립 이전                    | 독립 이전                    | 독립 이전                    | 독립 이전                    | 독립 이전                    | 독립 이전                    | 독립 이전                    | 독립 이전                    | 독립 이전                    | 독립 이전                | 독립 이전                | 독립 이전                | 독립 이전                | 독립 이전                | 독립 이전                | 독립 이전                |
| 1964년                 | 없음                         | 없음                         | 없음                         | 없음                         | 없음                         | 없음                         | 없음                         | 없음                         | 없음                         | 없음                     | 없음                     | 없음                     | 없음                     | 없음                     | 없음                     | 없음                     |
| 1968년                 | 기권                         | 기권                         | 기권                         | 기권                         | 기권                         | 기권                         | 기권                         | 기권                         | 기권                         | 기권                     | 기권                     | 기권                     | 기권                     | 기권                     | 기권                     | 기권                     |
| 1972년                 | 조별 리그                    | 5위                          | 3                            | 2                            | 0                            | 1                            | 4                            | 5                            | 3                            | 5                        | 2                        | 2                        | 1                        | 6                        | 4                        | 8                        |
| 1976년                 | 준우승                       | 2위                          | 4                            | 3                            | 0                            | 1                            | 6                            | 3                            | 9                            | 자동 진출                | 자동 진출                | 자동 진출                | 자동 진출                | 자동 진출                | 자동 진출                | 자동 진출                |
| 1980년                 | 우승                         | 1위                          | 6                            | 4                            | 1                            | 1                            | 13                           | 6                            | 13                           | 자동 참가 (개최국)       | 자동 참가 (개최국)       | 자동 참가 (개최국)       | 자동 참가 (개최국)       | 자동 참가 (개최국)       | 자동 참가 (개최국)       | 자동 참가 (개최국)       |
| 1984년                 | 준결승                       | 3위                          | 6                            | 2                            | 2                            | 2                            | 5                            | 4                            | 8                            | 자동 참가 (전 대회 우승) | 자동 참가 (전 대회 우승) | 자동 참가 (전 대회 우승) | 자동 참가 (전 대회 우승) | 자동 참가 (전 대회 우승) | 자동 참가 (전 대회 우승) | 자동 참가 (전 대회 우승) |
| 1988년                 | 조별 리그                    | 7위                          | 4                            | 0                            | 3                            | 1                            | 2                            | 3                            | 3                            | 4                        | 3                        | 1                        | 0                        | 9                        | 0                        | 10                       |
| 1992년                 | 예선 탈락                    | 예선 탈락                    | 예선 탈락                    | 예선 탈락                    | 예선 탈락                    | 예선 탈락                    | 예선 탈락                    | 예선 탈락                    | 예선 탈락                    | 2                        | 1                        | 0                        | 1                        | 4                        | 3                        | 3                        |
| 1996년                 | 준결승                       | 4위                          | 6                            | 2                            | 2                            | 2                            | 9                            | 7                            | 8                            | 4                        | 2                        | 2                        | 0                        | 9                        | 5                        | 8                        |
| 2000년                 | 8강                          | 6위                          | 4                            | 1                            | 2                            | 1                            | 3                            | 3                            | 5                            | 4                        | 4                        | 0                        | 0                        | 33                       | 1                        | 12                       |
| 2004년                 | 조별 리그                    | 10위                         | 3                            | 1                            | 0                            | 2                            | 3                            | 7                            | 3                            | 6                        | 5                        | 1                        | 0                        | 17                       | 5                        | 16                       |
| 2007년                 | 예선 탈락                    | 예선 탈락                    | 예선 탈락                    | 예선 탈락                    | 예선 탈락                    | 예선 탈락                    | 예선 탈락                    | 예선 탈락                    | 예선 탈락                    | 4                        | 1                        | 1                        | 2                        | 3                        | 4                        | 4                        |
| 2011년                 | 조별 리그                    | 14위                         | 3                            | 0                            | 0                            | 3                            | 1                            | 7                            | 0                            | 6                        | 2                        | 3                        | 1                        | 6                        | 5                        | 9                        |
| 2015년                 | 조별 리그                    | 15위                         | 3                            | 0                            | 0                            | 3                            | 1                            | 6                            | 0                            | 6                        | 2                        | 3                        | 1                        | 10                       | 7                        | 9                        |
| 2019년                 | 예선 도중 실격               | 예선 도중 실격               | 예선 도중 실격               | 예선 도중 실격               | 예선 도중 실격               | 예선 도중 실격               | 예선 도중 실격               | 예선 도중 실격               | 예선 도중 실격               | 8                        | 3                        | 1                        | 4                        | 12                       | 10                       | 10                       |
| 합계                   | 10회 진출(10/13)             | 우승(1회)                    | 42                           | 15                           | 10                           | 17                           | 47                           | 51                           | 55                           | 49                       | 25                       | 14                       | 10                       | 109                      | 44                       | 89                       |
| 순위                   | AFC 아시안컵 역대 순위 : 6위 | AFC 아시안컵 역대 순위 : 6위 | AFC 아시안컵 역대 순위 : 6위 | AFC 아시안컵 역대 순위 : 6위 | AFC 아시안컵 역대 순위 : 6위 | AFC 아시안컵 역대 순위 : 6위 | AFC 아시안컵 역대 순위 : 6위 | AFC 아시안컵 역대 순위 : 6위 | AFC 아시안컵 역대 순위 : 6위 |                          |                          |                          |                          |                          |                          |                          |

### 아시안 게임
| 아시안 게임 기록 | 아시안 게임 기록 | 아시안 게임 기록 | 아시안 게임 기록 | 아시안 게임 기록 | 아시안 게임 기록 | 아시안 게임 기록 | 아시안 게임 기록 | 아시안 게임 기록 | 아시안 게임 기록 |
| 년도             | 결과             | 순위             | 경기             | 승               | 무*              | 패               | 득점             | 실점             | 승점             |
| ---------------- | ---------------- | ---------------- | ---------------- | ---------------- | ---------------- | ---------------- | ---------------- | ---------------- | ---------------- |
| 1951년           | 독립 이전        | 독립 이전        | 독립 이전        | 독립 이전        | 독립 이전        | 독립 이전        | 독립 이전        | 독립 이전        | 독립 이전        |
| 1954년           | 독립 이전        | 독립 이전        | 독립 이전        | 독립 이전        | 독립 이전        | 독립 이전        | 독립 이전        | 독립 이전        | 독립 이전        |
| 1958년           | 독립 이전        | 독립 이전        | 독립 이전        | 독립 이전        | 독립 이전        | 독립 이전        | 독립 이전        | 독립 이전        | 독립 이전        |
| 1962년           | 없음             | 없음             | 없음             | 없음             | 없음             | 없음             | 없음             | 없음             | 없음             |
| 1966년           | 불참             | 불참             | 불참             | 불참             | 불참             | 불참             | 불참             | 불참             | 불참             |
| 1970년           | 불참             | 불참             | 불참             | 불참             | 불참             | 불참             | 불참             | 불참             | 불참             |
| 1974년           | 8강              | 6위              | 5                | 3                | 0                | 2                | 12               | 8                | 9                |
| 1978년           | 8강              | 6위              | 6                | 3                | 1                | 2                | 13               | 8                | 10               |
| 1982년           | 은메달           | 준우승           | 6                | 5                | 0                | 1                | 13               | 5                | 15               |
| 1986년           | 동메달           | 3위              | 7                | 5                | 2                | 0                | 20               | 3                | 17               |
| 1990년           | 8강              | 7위              | 4                | 1                | 1                | 2                | 3                | 4                | 4                |
| 1994년           | 동메달           | 3위              | 6                | 4                | 1                | 1                | 15               | 6                | 13               |
| 1998년           | 은메달           | 준우승           | 8                | 3                | 2                | 3                | 23               | 8                | 11               |
| 합계             | 11회 출전(7/13)  | 준우승(2회)      | 42               | 24               | 7                | 11               | 99               | 42               | 79               |

### 아라비안 걸프컵
| 아라비안 걸프컵 기록 | 아라비안 걸프컵 기록 | 아라비안 걸프컵 기록 | 아라비안 걸프컵 기록 | 아라비안 걸프컵 기록 | 아라비안 걸프컵 기록 | 아라비안 걸프컵 기록 | 아라비안 걸프컵 기록 | 아라비안 걸프컵 기록 | 아라비안 걸프컵 기록 |
| 년도                 | 결과                 | 순위                 | 경기                 | 승                   | 무*                  | 패                   | 득점                 | 실점                 | 승점                 |
| -------------------- | -------------------- | -------------------- | -------------------- | -------------------- | -------------------- | -------------------- | -------------------- | -------------------- | -------------------- |
| 1970년               | 결선리그             | 우승                 | 3                    | 3                    | 0                    | 0                    | 10                   | 4                    | 9                    |
| 1972년               | 결선리그             | 우승                 | 3                    | 2                    | 1                    | 0                    | 14                   | 2                    | 7                    |
| 1974년               | 우승                 | 1위                  | 4                    | 4                    | 0                    | 0                    | 16                   | 0                    | 12                   |
| 1976년               | 결선리그             | 우승                 | 7                    | 5                    | 2                    | 0                    | 26                   | 7                    | 17                   |
| 1979년               | 결선리그             | 준우승               | 6                    | 4                    | 1                    | 1                    | 15                   | 4                    | 13                   |
| 1982년               | 결선리그             | 우승                 | 5                    | 4                    | 0                    | 1                    | 8                    | 2                    | 12                   |
| 1984년               | 결선리그             | 6위                  | 6                    | 1                    | 2                    | 3                    | 4                    | 8                    | 5                    |
| 1986년               | 결선리그             | 우승                 | 6                    | 5                    | 1                    | 0                    | 11                   | 4                    | 16                   |
| 1988년               | 결선리그             | 5위                  | 6                    | 1                    | 2                    | 3                    | 3                    | 4                    | 5                    |
| 1990년               | 결선리그             | 우승                 | 5                    | 3                    | 2                    | 0                    | 11                   | 3                    | 11                   |
| 1992년               | 결선리그             | 5위                  | 5                    | 2                    | 0                    | 3                    | 5                    | 8                    | 6                    |
| 1994년               | 결선리그             | 5위                  | 5                    | 1                    | 1                    | 3                    | 2                    | 6                    | 4                    |
| 1996년               | 결선리그             | 우승                 | 5                    | 4                    | 0                    | 1                    | 7                    | 4                    | 12                   |
| 1998년               | 결선리그             | 우승                 | 5                    | 4                    | 0                    | 1                    | 18                   | 5                    | 12                   |
| 2002년               | 결선리그             | 3위                  | 5                    | 1                    | 2                    | 2                    | 4                    | 6                    | 5                    |
| 2003년               | 결선리그             | 6위                  | 6                    | 1                    | 2                    | 3                    | 6                    | 9                    | 5                    |
| 2004년               | 준결승               | 4위                  | 5                    | 2                    | 1                    | 2                    | 7                    | 8                    | 7                    |
| 2007년               | 예선탈락             | 6위                  | 3                    | 0                    | 1                    | 2                    | 4                    | 6                    | 1                    |
| 2009년               | 준결승               | 3위                  | 4                    | 1                    | 2                    | 1                    | 2                    | 2                    | 5                    |
| 2010년               | 우승                 | 1위                  | 5                    | 3                    | 2                    | 0                    | 7                    | 2                    | 11                   |
| 2013년               | 준결승               | 3위                  | 5                    | 3                    | 0                    | 2                    | 9                    | 3                    | 9                    |
| 2014년               | 예선탈락             | 5위                  | 3                    | 1                    | 1                    | 1                    | 3                    | 7                    | 4                    |
| 2017년               | 실격                 | 실격                 | 실격                 | 실격                 | 실격                 | 실격                 | 실격                 | 실격                 | 실격                 |
| 합계                 | 22회 출전(22/23)     | 우승(10회)           | 107                  | 55                   | 23                   | 29                   | 192                  | 104                  | 188                  |

### WAFF 챔피언십
| WAFF 챔피언십 기록 | WAFF 챔피언십 기록 | WAFF 챔피언십 기록 | WAFF 챔피언십 기록 | WAFF 챔피언십 기록 | WAFF 챔피언십 기록 | WAFF 챔피언십 기록 | WAFF 챔피언십 기록 | WAFF 챔피언십 기록 | WAFF 챔피언십 기록 |
| 년도               | 결과               | 순위               | 경기               | 승                 | 무*                | 패                 | 득점               | 실점               | 승점               |
| ------------------ | ------------------ | ------------------ | ------------------ | ------------------ | ------------------ | ------------------ | ------------------ | ------------------ | ------------------ |
| 2000년             | 불참               | 불참               | 불참               | 불참               | 불참               | 불참               | 불참               | 불참               | 불참               |
| 2002년             | 불참               | 불참               | 불참               | 불참               | 불참               | 불참               | 불참               | 불참               | 불참               |
| 2004년             | 불참               | 불참               | 불참               | 불참               | 불참               | 불참               | 불참               | 불참               | 불참               |
| 2007년             | 불참               | 불참               | 불참               | 불참               | 불참               | 불참               | 불참               | 불참               | 불참               |
| 2008년             | 불참               | 불참               | 불참               | 불참               | 불참               | 불참               | 불참               | 불참               | 불참               |
| 2010년             | 우승               | 1위                | 4                  | 2                  | 2                  | 0                  | 7                  | 5                  | 8                  |
| 2012년             | 예선탈락           | 5위                | 3                  | 2                  | 0                  | 1                  | 4                  | 4                  | 6                  |
| 2014년             | 준결승             | 4위                | 4                  | 1                  | 1                  | 2                  | 3                  | 5                  | 4                  |
| 2017년             | 실격               | 실격               | 실격               | 실격               | 실격               | 실격               | 실격               | 실격               | 실격               |
| 합계               | 3회 출전(3/9)      | 우승(1회)          | 11                 | 5                  | 3                  | 3                  | 14                 | 14                 | 18                 |

### FIFA 아랍컵
| FIFA 아랍컵 기록 | FIFA 아랍컵 기록 | FIFA 아랍컵 기록 | FIFA 아랍컵 기록 | FIFA 아랍컵 기록 | FIFA 아랍컵 기록 | FIFA 아랍컵 기록 | FIFA 아랍컵 기록 | FIFA 아랍컵 기록 | FIFA 아랍컵 기록 |
| 년도             | 결과             | 순위             | 경기             | 승               | 무*              | 패               | 득점             | 실점             | 승점             |
| ---------------- | ---------------- | ---------------- | ---------------- | ---------------- | ---------------- | ---------------- | ---------------- | ---------------- | ---------------- |
| 1963년           | 결선리그         | 4위              | 4                | 1                | 0                | 3                | 5                | 15               | 3                |
| 1964년           | 결선리그         | 3위              | 4                | 1                | 1                | 2                | 5                | 5                | 4                |
| 1966년           | 조별리그         | 7위              | 4                | 0                | 2                | 2                | 8                | 11               | 2                |
| 1985년           | 불참             | 불참             | 불참             | 불참             | 불참             | 불참             | 불참             | 불참             | 불참             |
| 1988년           | 조별리그         | 8위              | 4                | 1                | 1                | 2                | 2                | 3                | 4                |
| 1992년           | 준결승           | 3위              | 4                | 2                | 0                | 2                | 6                | 5                | 6                |
| 1998년           | 준결승           | 3위              | 4                | 3                | 0                | 1                | 13               | 4                | 9                |
| 2002년           | 조별리그         | 6위              | 4                | 1                | 2                | 1                | 5                | 5                | 5                |
| 2012년           | 조별리그         | 6위              | 2                | 1                | 0                | 1                | 2                | 4                | 3                |
| 합계             | 8회 출전(8/9)    | 3위(3회)         | 30               | 10               | 6                | 14               | 46               | 52               | 36               |

### 팬아랍 게임
| 팬아랍 게임 기록 | 팬아랍 게임 기록 | 팬아랍 게임 기록 | 팬아랍 게임 기록 | 팬아랍 게임 기록 | 팬아랍 게임 기록 | 팬아랍 게임 기록 | 팬아랍 게임 기록 | 팬아랍 게임 기록 | 팬아랍 게임 기록 |
| 년도             | 결과             | 순위             | 경기             | 승               | 무*              | 패               | 득점             | 실점             | 승점             |
| ---------------- | ---------------- | ---------------- | ---------------- | ---------------- | ---------------- | ---------------- | ---------------- | ---------------- | ---------------- |
| 1953년           | 독립 이전        | 독립 이전        | 독립 이전        | 독립 이전        | 독립 이전        | 독립 이전        | 독립 이전        | 독립 이전        | 독립 이전        |
| 1957년           | 독립 이전        | 독립 이전        | 독립 이전        | 독립 이전        | 독립 이전        | 독립 이전        | 독립 이전        | 독립 이전        | 독립 이전        |
| 1961년           | 결선리그         | 6위              | 5                | 0                | 1                | 4                | 3                | 18               | 1                |
| 1965년           | 불참             | 불참             | 불참             | 불참             | 불참             | 불참             | 불참             | 불참             | 불참             |
| 1976년           | 불참             | 불참             | 불참             | 불참             | 불참             | 불참             | 불참             | 불참             | 불참             |
| 1985년           | 불참             | 불참             | 불참             | 불참             | 불참             | 불참             | 불참             | 불참             | 불참             |
| 1992년           | 동메달           | 3위              | 4                | 2                | 0                | 2                | 6                | 5                | 6                |
| 1997년           | 준결승           | 4위              | 5                | 2                | 0                | 3                | 8                | 9                | 6                |
| 1999년           | 불참             | 불참             | 불참             | 불참             | 불참             | 불참             | 불참             | 불참             | 불참             |
| 2004년           | 축구 종목 제외   | 축구 종목 제외   | 축구 종목 제외   | 축구 종목 제외   | 축구 종목 제외   | 축구 종목 제외   | 축구 종목 제외   | 축구 종목 제외   | 축구 종목 제외   |
| 2007년           | 불참             | 불참             | 불참             | 불참             | 불참             | 불참             | 불참             | 불참             | 불참             |
| 2011년           | 동메달           | 3위              | 4                | 3                | 0                | 1                | 7                | 2                | 9                |
| 합계             | 4회 출전(4/9)    | 동메달(2회)      | 18               | 7                | 1                | 10               | 24               | 34               | 22               |

## 주요 선수
- 파이살 아자브 알아제미
- 후사인 알무사위
- 파이살 자이드
- 유세프 나세르
- 아흐메드 알데피리
- 아흐메드 잔키
- 사미 알사네아
- 무바라크 알파네니

## 역대 감독
| 감독                   | 임기        |
| ---------------------- | ----------- |
| 류비샤 브로치치        | 1962        |
| 류비샤 브로치치        | 1970        |
| 마리우 자갈루          | 1976 ~ 1978 |
| 루이스 펠리피 스콜라리 | 1990        |
| 베르티 포크츠          | 2001 ~ 2002 |
| 후안 안토니오 피시     | 2024 ~      |